# Rumdaoh
Rumdaoh es una comuna (khum) del distrito de Rovieng, en la provincia de Preah Wijía, Camboya. En marzo de 2008 tenía una población estimada de 3587 habitantes.
Se encuentra ubicada al norte del país, a poca distancia al oeste del río Mekong y al sur de las fronteras con Laos y Tailandia.